# 嫩杜巴尔县

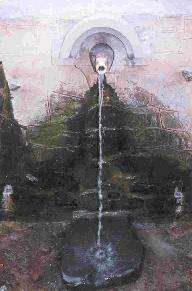

嫩杜巴爾縣（Nandurbar district）是印度馬哈拉施特拉邦的一個縣，位於該國西部，面積5,035平方公里，識字率為46.63%，2011年人口1,309,135，人口密度每平方公里260人。

## 外部連結
- Nandurbar District official website （页面存档备份，存于）